# Tetra-acetylethyleendiamine
Tetra-acetylethyleendiamine, afgekort als TAED, is een organische verbinding met als brutoformule C10H16N2O4. Het is een bisimide, dat gebruikt wordt als activator van bleekmiddelen in wasmiddelen en detergenten. Het is een vaste stof die stabiel is in poedervormige of geconcentreerde, watervrije wasmiddelen.
TAED moet niet verward worden met EDTA, dat een gelijkaardige structuur bezit.

## Synthese
A. Franchimont en J. Dubsky bereidden deze verbinding in 1911 door de reactie van azijnzuuranhydride op diacetylethyleendiamine (DAED), gedurende enkele uren op kooktemperatuur (2). Diacetylethyleendiamine op zijn beurt is het reactieproduct van ethyleendiamine met azijnzuuranhydride of azijnzuur (1). Bij afkoeling kristalliseert tetra-acetylethyleendiamine uit het reactiemengsel.

## Toepassingen
Tetra-acetylethyleendiamine wordt gebruikt in wasmiddelen om textiel bij lagere temperaturen te kunnen bleken. Het is een activator of precursor van bleekmiddelen als natriumperboraat of natriumpercarbonaat die in water waterstofperoxide vormen. Dit is de bron van actieve zuurstof die het bevlekte textiel oxideert. Zonder tetra-acetylethyleendiamine wordt dit slechts bij temperaturen van meer dan 60°C actief, maar deze hoge temperaturen zijn schadelijk voor veel textiel. Tetra-acetylethyleendiamine (1) reageert in water reeds bij kamertemperatuur met de peroxidebevattende bleekmiddelen of met waterstofperoxide, en produceert daarbij N,N'-diacetylethyleendiamine (2) en perazijnzuur (3), dat een goede bron is van actieve zuurstof:
In Duitsland bracht OMO in de jaren '70 wasmiddelen met tetra-acetylethyleendiamine op de markt en gebruikte in haar reclame de slagzin OMO... mit dem patentierten TAED-system.
De combinatie van tetra-acetylethyleendiamine met bleekmiddelen wordt ook in de papierindustrie gebruikt voor het bleken van papierpulp.
Tetra-acetylethyleendiamine vindt ook toepassing in ontsmettingsmiddelen, als bron van perazijnzuur.